# Lund, Järfälla kommun
denna ort ligger i Stäket, orten Lund i Viksjö är en del av tätorten Stockholm
Lund är en småort belägen vid Ängsjövägen i Stäket i norra delen av Järfälla kommun. Lund har drygt 50 invånare och är den enda småorten i Järfälla.